# Groesbeek Canadian War Cemetery
Koordinaten: 51° 47′ 52″ N, 5° 55′ 51″ O

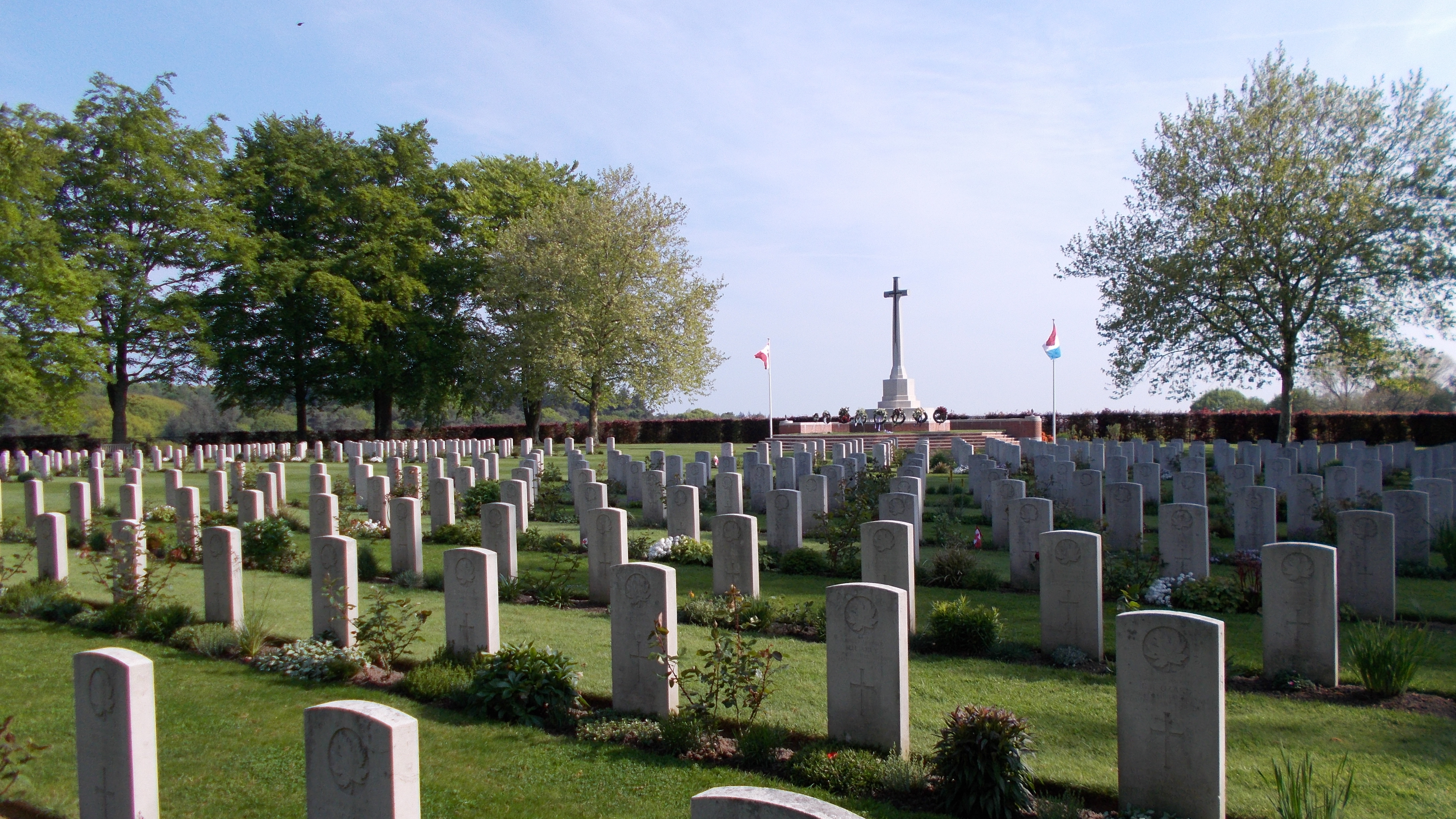
Kanadischer Soldatenfriedhof Groesbeek

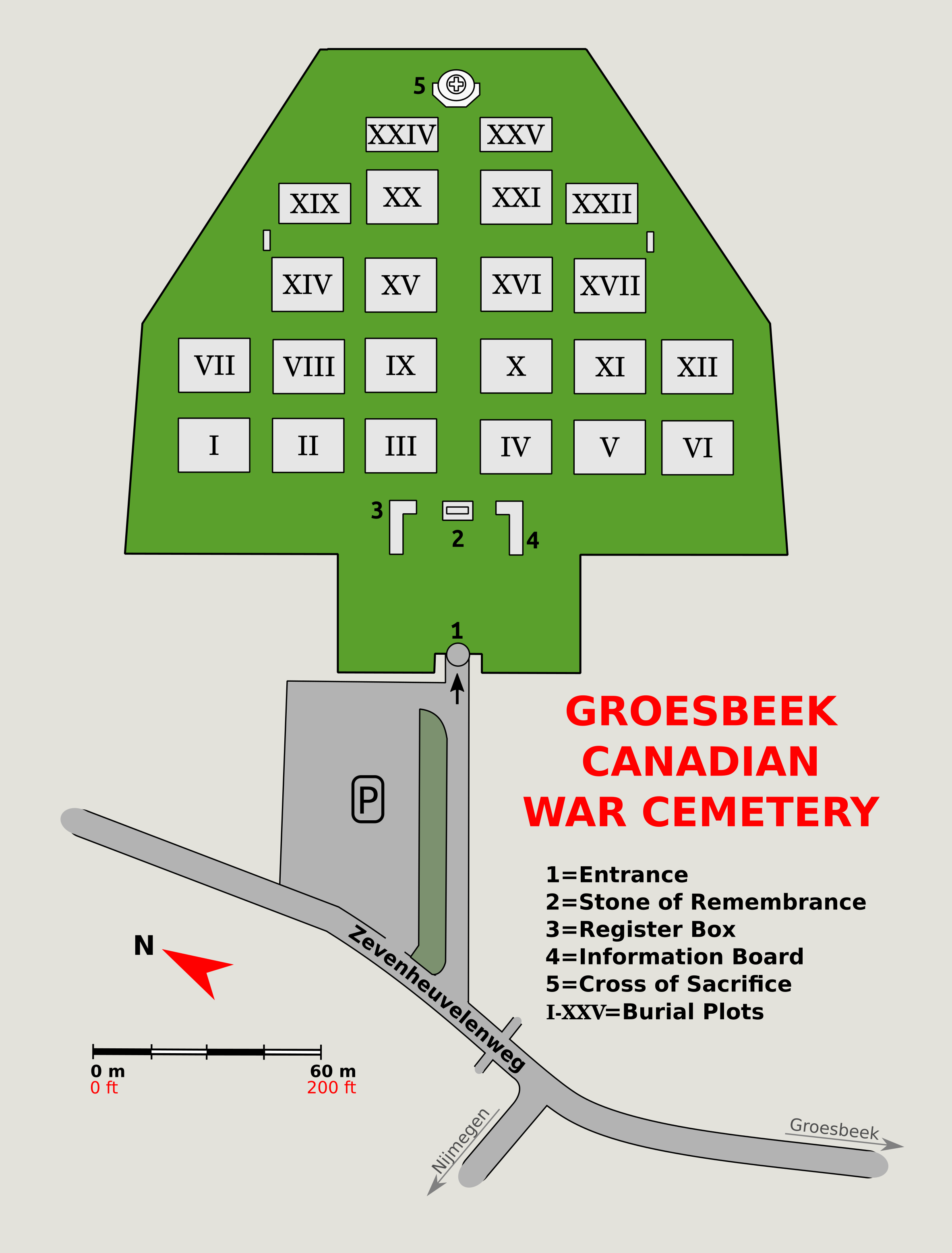
Plan des Friedhofs
1: Eingang
2: Ehrenmal mit Stein der Erinnerung
3: Friedhofsregister und Gästebuch im Pavillon
4: Infotafel
5: Commonwealthkreuz „Cross of Sacrifice“
I-XV: Grababschnitte

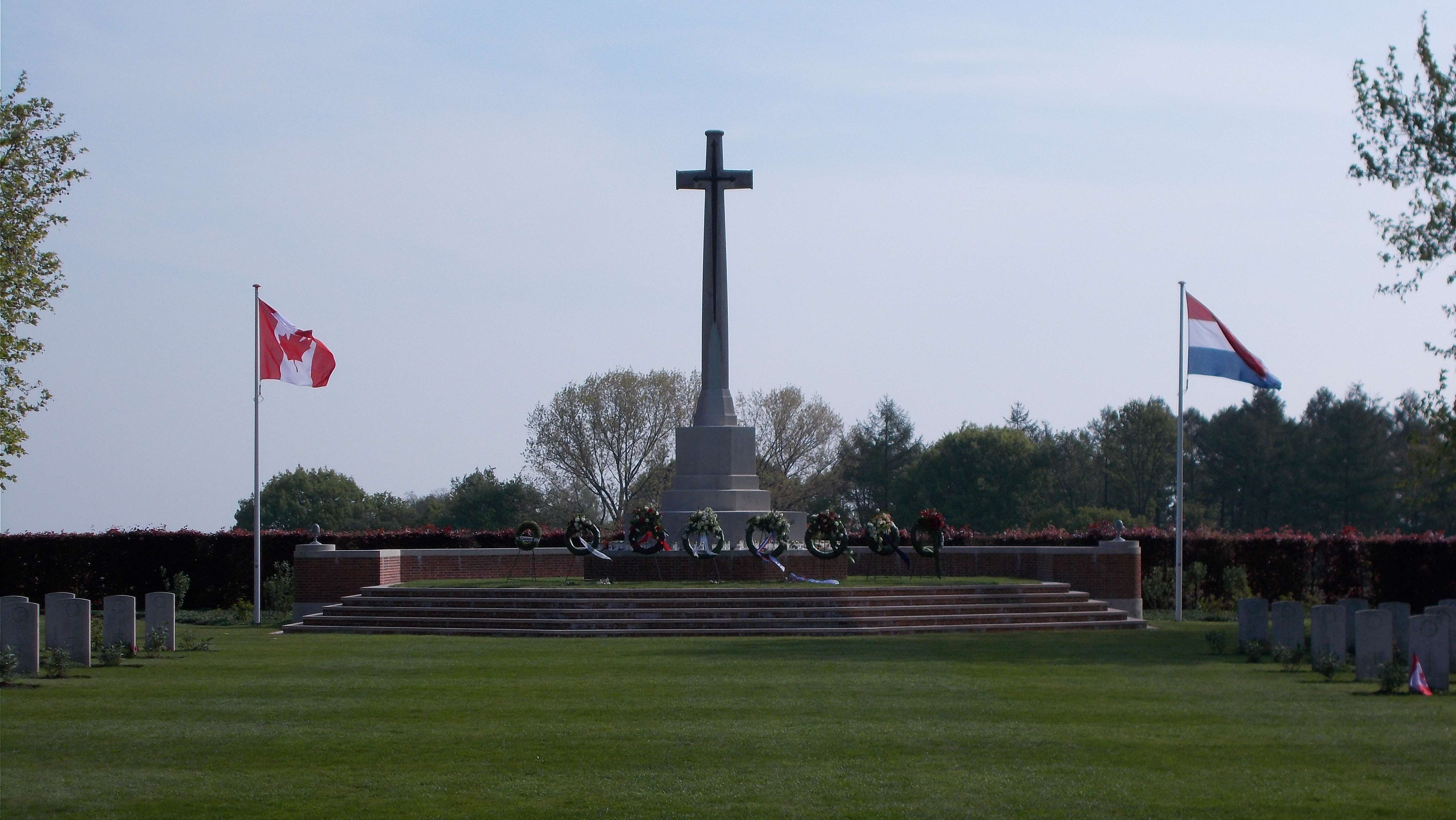
Cross of Sacrifice mit Kanadischer und Niederländischer Flagge

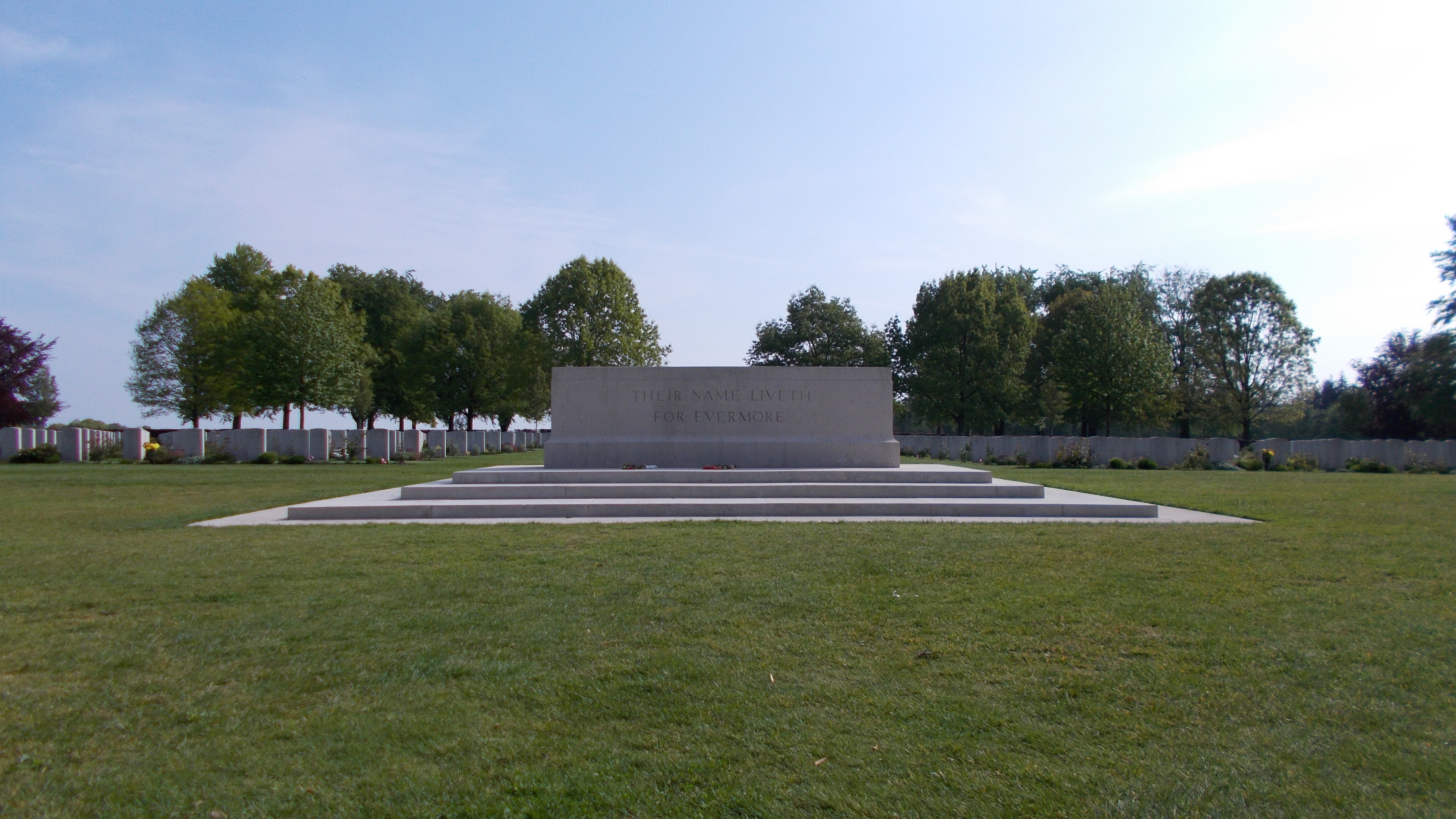
Stein der Erinnerung am Ehrenmal (Stone of Remembrance)

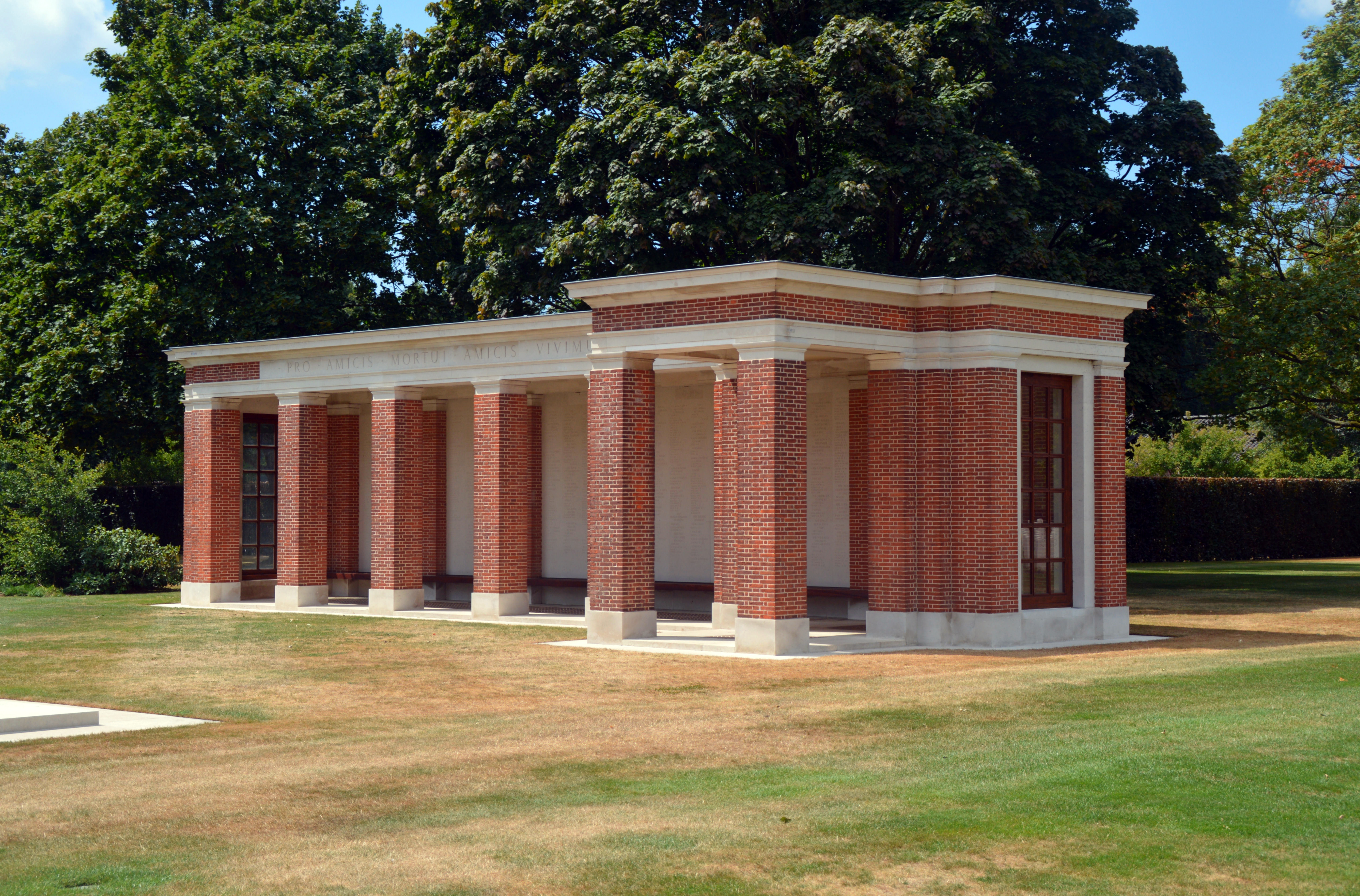
Pavillon des Ehrenmals mit Wall of Honor

Der Groesbeek Canadian War Cemetery (deutsch Kanadischer Soldatenfriedhof Groesbeek) ist ein Soldatenfriedhof der Alliierten auf niederländischem Gebiet. Er liegt auf einer Anhöhe in Groesbeek in der Gemeinde Berg en Dal, etwa 8 km südöstlich von Nijmegen. Auf ihm sind größtenteils kanadische Soldaten begraben, die im Zweiten Weltkrieg bei der Operation Market Garden ihr Leben verloren haben.
Insgesamt stehen auf dem Friedhof 2619 Grabmale, 2611 aus Commonwealthstaaten und 8 aus anderen Nationen. Die Namen vermisster und verschollener Soldaten sind an den Wänden der beiden Pavillons des Ehrenmals am Eingangsbereich gelistet. Auf dem höchsten Punkt des Friedhofs steht ein Cross of Sacrifice, das weltweit verbreitete Ehrenkreuz des Commonwealth.
Der Friedhof und das Ehrenmal wurden von dem britischen Architekten Philip Dalton Hepworth gestaltet. Er steht unter der Schirmherrschaft der Commonwealth War Graves Commission (CWGC).

## Geschichte
Nachdem die Kanadischen Streitkräfte 1944 in die Operation Market Garden einstiegen, wurde im grenznahen Gebiet zu Deutschland nach einem Bestattungsplatz für die gefallenen Soldaten gesucht. Viele der jungen Männer der kanadischen 2. und 3. Infanteriedivision und der kanadischen 4. Panzerdivision starben während der Kriegshandlungen bei der Operation Veritable, der Schlacht im Reichswald und der Schlacht am Kapelsche Veer. Man entschied sich für eine Wiese auf einer Anhöhe am Bauernhof De Hoge Hof bei Groesbeek, wo die Alliierten stationiert waren und den Vormarsch steuerten. Dort wurden 1945 die ersten 6 kanadischen Soldaten begraben. Im Gegensatz zu den Amerikanern brachte man verstorbene kanadische und Commonwealth-Soldaten nicht in ihre Heimatländer zurück.
Am 4. Mai 1947 wurde der Friedhof durch die niederländische Königin Wilhelmina, Prinz Bernhard und den kanadischen Botschafter Pierre Dupuy offiziell eröffnet. Kanadische Soldaten, die auf deutschen Friedhöfen in der Region bestattet waren, wurden nach dem Krieg auf den Groesbeek Canadian War Cemetery umgebettet oder fanden ihre letzte Ruhestätte in einem der beiden anderen kanadischen Friedhöfe in Bergen op Zoom oder Holten. Bis auf einen, der noch heute auf dem Britischen Soldatenfriedhof in Kleve begraben liegt.
Um nach dem Abzug der Alliierten die Pflege der Gräber zu gewährleisten, organisierte man Grabpatenschaften mit den Niederländern. Darunter sind auch viele Kinder, die sich um die Gräber kümmern. Die ortsansässigen Grabpaten stehen oft noch im engen Kontakt zu den Angehörigen der Soldaten. Regelmäßig finden auf dem Friedhof gemeinsame Gedenkveranstaltungen und Feierlichkeiten statt. Am sogenannten Poppy-Day am 11. November, einem Gedenktag zum Ende des Ersten Weltkrieges, treffen sich Veteranen und in Deutschland stationierte kanadische Militäreinheiten und kommandieren ihre Landsleute nach Groesbeek ab. Ein weiteres traditionelles Treffen ist der Nijmegener Viertagesmarsch. Jährlich, am 3. Tag der Veranstaltung, kommen internationale Militäreinheiten und Wanderlustige am Groesbeek Canadian War Cemetery vorbei.

## Friedhof
Als der Friedhof 1945 angelegt wurde, hatte er noch nicht sein heutiges Erscheinungsbild. Hölzerne Kreuze markierten die Grabstätten auf der Wiese. 1950 wurden sie durch Kreuze aus Metall und wenige Jahre später, 1957, durch die weißen Portland-Grabsteine ersetzt, die man heute auf allen Commonwealth-Soldatenfriedhöfen findet. Er wurde im Auftrag der Commonwealth War Graves Commission (CWGC) erbaut. Architekt war der Brite Philip Dalton Hepworth.
Der Friedhof liegt auf einem Hügel in ländlicher Umgebung am Zevenheuvelenweg. Er ist von einer Backsteinmauer und einer Bepflanzung aus niedrigen Hecken umgeben. Zwei hohe Bäume markieren den Eingang. Auf den beiden Säulen am Friedhofstor steht auf Niederländisch und Englisch eine Widmung und Schenkungserklärung des Friedhofsgrundstücks an die Alliierten Streitkräfte. Von dort blickt man auf gerader Linie auf das Ehrenmal mit dem Stein der Erinnerung und das Cross of Sacrifice am hinteren Ende. Einen befestigten Weg gibt es nicht, nur Rasen. Zwischen dem Stein der Erinnerung und dem Commonwealthkreuz führt ein breiter Rasenweg. Links und rechts davon befinden sich die 14 Gräberfelder mit den weißen Grabsteinen. Die Abschnitte sind von I – XV durchnummeriert. Auf ein Gräberfeld Nr. 13 wurde dabei allerdings verzichtet.
Vor den Grabsteinen sind schmale Beete, die mit Blumen und Sträuchern bepflanzt sind. An den Randbereichen und zwischen einigen Gräberfeldern wachsen Bäume, meist Platanen oder Buchen.
Am hinteren Ende des Friedhofs steht auf einem achteckigen Terrassensockel das große Cross of Sacrifice. Das Ehrenkreuz des Commonwealth markiert den höchsten Punkt des Friedhofs. Zu beiden Seiten wehen die Kanadische und die Niederländische Flagge. Zu Feierlichkeiten finden dort Kranzniederlegungen statt. Von der Plattform hat man eine gute Aussicht auf die Umgebung und kann zur deutschen Grenze und zum Reichswald blicken. Sieht man zurück auf das Friedhofstor, wird man der Zahl der Toten gewahr.

## Gräber
Auf dem Kanadischen Ehrenfriedhof sind nicht nur Kanadier begraben. Auch Opfer anderer Nationen fanden hier ihre letzte Ruhestätte. Die 2619 Gräber teilen sich wie folgt auf:
Anzahl der Commonwealthgrabstätten: 2611
- Kanada: 2331
- Großbritannien: 268
- Australien: 3
- Neuseeland: 1

Unidentifizierte Soldaten: 20
- Kanada: 7
- Großbritannien: 13

Andere Nationalitäten: 8
- Niederlande: 1
- Belgien: 3
- Russland: 1
- Jugoslawien: 1
- Polen: 2

Ein weiteres Grab steht abseits der Kriegsgräber am linken Rand des Friedhofs. Es gehört zu Robert Malster, einem Mitarbeiter der Commonwealth War Graves Commission, der sich um den Friedhof gekümmert hatte. Er starb am 19. September 1983 im Alter von 70 Jahren.
Der Kanadische Soldatenfriedhof Groesbeek ist der einzige „offene“ Friedhof in den Niederlanden. Dies bedeutet, dass verschollene Militärangehörige auch Jahrzehnte nach Ende des Zweiten Weltkrieges noch auf dem Friedhof bestattet werden können, sofern sie wiedergefunden werden.

## Groesbeeker Ehrenmal
Das Groesbeeker Ehrenmal befindet sich im Eingangsbereich des kanadischen Soldatenfriedhofs. Es besteht aus zwei großen L-förmigen Pavillons, die symmetrisch um einen zentralen Kalksteinquader auf einem Treppenpodest stehen, dem Stein der Erinnerung. In ihm sind die Worte „THEIR NAME LIVETH FOR EVERMORE“ eingraviert.
Die Pavillons sind aus Ziegel und Stein gebaut. Die Inschrift im Dachsims des linken Gebäudes lautet: „PRO AMICIS MORTUI AMICIS VIVIMUS“. (Die wir für unsere Freunde gestorben sind, leben in unseren Freunden weiter.) Die Inschrift im Sims des rechten: „~ SEINE ~ SCHELD ~ MAAS ~ RHINE ~ ELBE ~“. Das sind die Orte des Krieges, an dem die Soldaten gestorben sind.
Im Inneren der Pavillons befindet sich an der Rückwand die Wall of Honor. Auf Portland-Steinplatten sind die Namen der 1074 Streitkräfte gelistet. 943 stammen aus Großbritannien, 102 aus Kanada und 2 aus Südafrika. Einige der Verschollenen konnten mittlerweile gefunden und identifiziert werden.
An der Fensterseite ist in die Steinplatte jeweils ein Schrein eingelassen. Hinter der Tür verbirgt sich das Gräber- und Vermisstenregister mit Rang und Namen und das Kondolenzbuch. Im rechten Pavillon ist an einer Wand zusätzlich eine Informationstafel angebracht. Auf ihr wird die Geschichte der Befreiung Belgiens und der Niederlande sowie der Einmarsch nach Deutschland während der letzten Grenzoffensive aus der Sicht der Alliierten geschildert und enthält ferner Informationen über den Friedhof. Sie ist auf Englisch, Niederländisch und Französisch verfasst.